# Миколенко Віталій Сергійович
Віта́лій Сергі́йович Мико́ленко (нар. 29 травня 1999, Черкаси, Україна) — український футболіст, лівий захисник англійського клубу «Евертон» та збірної України.

## Клубна кар'єра
Вихованець київського «Динамо» та черкаської загальноосвітньої школи №7. З 2012 року виступав у ДЮФЛУ, в якому за чотири роки провів 85 матчів та забив 5 голів.
Дебютував за «Динамо» U-19 ще до випуску з клубної академії, 29 травня 2016 року, в матчі 30-го туру юнацького чемпіонату проти «Іллічівця» (3:0). Цей матч був останній у тому розіграші й не мав турнірного значення, оскільки динамівці до цього моменту вже гарантували собі чемпіонство. Проте у наступному сезоні 2016/17 він став основним гравцем команди до 19 років, зігравши у 21 матчі (1 гол) і допоміг команді захистити титул.
20 серпня 2017 року дебютував за першу команду в матчі чемпіонату проти кам'янської «Сталі», вийшовши на 7-й хвилині на лівий фланг захисту замість травмованого Йосипа Пиварича.
Перший гол за клуб у матчі Ліги Європи УЄФА проти французького «Ренна» забив головою після подачі зі штрафного.
1 січня 2022 року було офіційно оголошено про перехід гравця до складу англійського «Евертона» . Контракт підписано до червня 2026 року. За даними transfermarkt.de сума трансферу склала близько €23,5 млн. 8 січня 2022 року дебютував за нову команду, зігравши увесь поєдинок проти «Галл Сіті» в Кубку Англії, в якому «Евертон» переміг 3:2 у додатковий час. У кінці січня новим тренером гравця став легендарний гравець Френк Лемпард. У квітні Миколенко став гравцем основного складу, зігравши у чемпіонаті шість матчів поспіль без замін. 8 травня забив свій дебютний гол за «Евертон», відкривши рахунок у переможному матчі проти «Лестер Сіті» 2:1.

##### Сезон 2023/24
На старті сезону Віталій Миколенко був відсутній через лікування ушкодження, яке довгий час турбувало українського захисника. У матчі 5-го туру АПЛ проти лондонського «Арсенала» вперше з’явився у стартовому складі. У матчі 11-го туру відзначився забитим голом у ворота «Брайтона». Через тиждень Віталій забив у ворота «Крістал Пелеса». У перенесеному матчі 29-го туру АПЛ проти «Ліверпуля», який відбувся 25 квітня, Віталій Миколенко отримав травму в боротьбі з уругвайським нападником Дарвіном Нуньєсом та вибув до кінця сезону.

## Виступи за збірну
Дебютував за збірну України 20 листопада 2018 року в матчі проти збірної Туреччини, який завершився з рахунком 0:0. 22 березня 2019 року Миколенко вийшов в основному складі на матч проти збірної Португалії, який проходив на Ештадіу да Луж в Лісабоні. Матч завершився з рахунком 0:0, а дії Миколенка були відзначені легендарним Кріштіану Роналду, який назвав українця «найбільш жорстоким гравцем серед української збірної». В наступному матчі збірної України проти збірної Люксембургу Миколенко знову вийшов в основному складі.

## Статистика

### Клубна статистика
Станом на 8 березня 2025 року
| Сезон               | Команда             | Чемпіонат           | Чемпіонат | Чемпіонат | Національний кубок | Національний кубок | Національний кубок | Континентальні кубки | Континентальні кубки | Континентальні кубки | Інші змагання | Інші змагання | Інші змагання | Усього | Усього | Усього |
| Сезон               | Команда             | Ліга                | Ігор      | Голів     | Ліга               | Ігор               | Голів              | Ліга                 | Ігор                 | Голів                | Ліга          | Ігор          | Голів         | Ігор   | Голів  |        |
| ------------------- | ------------------- | ------------------- | --------- | --------- | ------------------ | ------------------ | ------------------ | -------------------- | -------------------- | -------------------- | ------------- | ------------- | ------------- | ------ | ------ | ------ |
| 2017–18             | «Динамо»            | УПЛ                 | 5         | 0         | КУ                 | 2                  | 0                  | ЛЄ                   | 0                    | 0                    | СК            | 0             | 0             | 7      | 0      |        |
| 2018–19             | «Динамо»            | УПЛ                 | 23        | 0         | КУ                 | 1                  | 0                  | ЛЄ                   | 8                    | 1                    | СК            | 0             | 0             | 32     | 1      |        |
| 2019–20             | «Динамо»            | УПЛ                 | 23        | 3         | КУ                 | 4                  | 0                  | ЛЧ/ЛЄ                | 2+6                  | 1                    | СК            | 1             | 0             | 36     | 4      |        |
| 2020–21             | «Динамо»            | УПЛ                 | 22        | 2         | КУ                 | 3                  | 0                  | ЛЧ/ЛЄ                | 7+4                  | 0                    | СК            | 0             | 0             | 36     | 2      |        |
| 2021–22             | «Динамо»            | УПЛ                 | 15        | 0         | КУ                 | 0                  | 0                  | ЛЧ                   | 5                    | 0                    | СК            | 1             | 0             | 21     | 0      |        |
| Всього за «Динамо»  | Всього за «Динамо»  | Всього за «Динамо»  | 88        | 5         | —                  | 10                 | 0                  | —                    | 32                   | 2                    | —             | 2             | 0             | 132    | 7      |        |
| 2021–22             | «Евертон»           | АПЛ                 | 13        | 1         | КА                 | 3                  | 0                  | —                    | —                    | —                    | —             | —             | —             | 16     | 1      |        |
| 2022–23             | «Евертон»           | АПЛ                 | 34        | 0         | КА                 | 1                  | 0                  | —                    | —                    | —                    | —             | —             | —             | 35     | 0      |        |
| 2023–24             | «Евертон»           | АПЛ                 | 28        | 2         | КА/КФЛ             | 3+3                | 0                  | —                    | —                    | —                    | —             | —             | —             | 34     | 2      |        |
| 2024–25             | «Евертон»           | АПЛ                 | 26        | 0         | КА/КФЛ             | 1+1                | 0                  | —                    | —                    | —                    | —             | —             | —             | 28     | 0      |        |
| Всього за «Евертон» | Всього за «Евертон» | Всього за «Евертон» | 101       | 3         | —                  | 12                 | 0                  | —                    | —                    | —                    | —             | —             | —             | 113    | 3      |        |
| Всього за кар'єру   | Всього за кар'єру   | Всього за кар'єру   | 189       | 8         | —                  | 22                 | 0                  | —                    | 32                   | 2                    | —             | 2             | 0             | 245    | 10     |        |

### Матчі за збірну
Станом на 23 березня 2025 року
| Дата       | Місто      | Господарі            | Результат | Гості              | Турнір                                    | Голи | Примітки |
| ---------- | ---------- | -------------------- | --------- | ------------------ | ----------------------------------------- | ---- | -------- |
| 20-11-2018 | Анталія    | Туреччина            | 0 – 0     | Україна            | товариський матч                          | -    |          |
| 22-03-2019 | Лісабон    | Португалія           | 0 – 0     | Україна            | Відбір до ЧЄ 2020                         | -    |          |
| 25-03-2019 | Люксембург | Люксембург           | 1 – 2     | Україна            | Відбір до ЧЄ 2020                         | -    |          |
| 07-06-2019 | Львів      | Україна              | 5 – 0     | Сербія             | Відбір до ЧЄ 2020                         | -    |          |
| 10-06-2019 | Львів      | Україна              | 1 – 0     | Люксембург         | Відбір до ЧЄ 2020                         | -    |          |
| 07-09-2019 | Вільнюс    | Литва                | 0 – 3     | Україна            | Відбір до ЧЄ 2020                         | -    |          |
| 14-10-2019 | Київ       | Україна              | 2 – 1     | Португалія         | Відбір до ЧЄ 2020                         | -    |          |
| 17-11-2019 | Белград    | Сербія               | 2 – 2     | Україна            | Відбір до ЧЄ 2020                         | -    |          |
| 07-10-2020 | Париж      | Франція              | 7 – 1     | Україна            | товариський матч                          | -    | 46'      |
| 10-10-2020 | Київ       | Україна              | 1 – 2     | Німеччина          | Ліга націй УЄФА 2020—2021 - груповий етап | -    |          |
| 13-10-2020 | Київ       | Україна              | 1 – 0     | Іспанія            | Ліга націй УЄФА 2020—2021 - груповий етап | -    |          |
| 24-03-2021 | Париж      | Франція              | 1 – 1     | Україна            | Відбір до ЧС 2022                         | -    |          |
| 28-03-2021 | Київ       | Україна              | 1 – 1     | Фінляндія          | Відбір до ЧС 2022                         | -    | 88'      |
| 23-05-2021 | Харків     | Україна              | 1 – 1     | Бахрейн            | товариський матч                          | -    |          |
| 03-06-2021 | Дніпро     | Україна              | 1 – 0     | Північна Ірландія  | товариський матч                          | -    |          |
| 13-06-2021 | Амстердам  | Нідерланди           | 3 – 2     | Україна            | ЧЄ 2020 - груповий етап                   | -    |          |
| 17-06-2021 | Бухарест   | Україна              | 2 – 1     | Північна Македонія | ЧЄ 2020 - груповий етап                   | -    |          |
| 21-06-2021 | Бухарест   | Україна              | 0 – 1     | Австрія            | ЧЄ 2020 - груповий етап                   | -    | 85'      |
| 03-07-2021 | Рим        | Україна              | 0 – 4     | Англія             | ЧЄ 2020 - 1/4 фіналу                      | -    |          |
| 01-09-2021 | Нур-Султан | Казахстан            | 2 – 2     | Україна            | Відбір до ЧС 2022                         | -    | 52'      |
| 04-09-2021 | Київ       | Україна              | 1 – 1     | Франція            | Відбір до ЧС 2022                         | -    |          |
| 01-06-2022 | Глазго     | Шотландія            | 1 – 3     | Україна            | Відбір до ЧС 2022                         | -    |          |
| 05-06-2022 | Кардіфф    | Уельс                | 1 – 0     | Україна            | Відбір до ЧС 2022                         | -    | 23'      |
| 08-06-2022 | Дублін     | Ірландія             | 0 – 1     | Україна            | Ліга націй УЄФА 2022—2023 - груповий етап | -    | 78'      |
| 11-06-2022 | Лодзь      | Україна              | 3 – 0     | Вірменія           | Ліга націй УЄФА 2022—2023 - груповий етап | 84'  | 78'      |
| 14-06-2022 | Лодзь      | Україна              | 1 – 1     | Ірландія           | Ліга націй УЄФА 2022—2023 - груповий етап | -    |          |
| 24-09-2022 | Єреван     | Вірменія             | 0 – 5     | Україна            | Ліга націй УЄФА 2022—2023 - груповий етап | -    |          |
| 27-09-2022 | Краків     | Україна              | 0 – 0     | Шотландія          | Ліга націй УЄФА 2022—2023 - груповий етап | -    |          |
| 26-03-2023 | Лондон     | Англія               | 2 – 0     | Україна            | Відбір до ЧЄ 2024                         | -    | 61'      |
| 12-06-2023 | Бремен     | Німеччина            | 3 – 3     | Україна            | товариський матч                          | -    | 78'      |
| 16-06-2023 | Скоп'є     | Північна Македонія   | 2 – 3     | Україна            | Відбір до ЧЄ 2024                         | -    |          |
| 19-06-2023 | Трнава     | Україна              | 1 – 0     | Мальта             | Відбір до ЧЄ 2024                         | -    | 46'      |
| 09-09-2023 | Вроцлав    | Україна              | 1 – 1     | Англія             | Відбір до ЧЄ 2024                         | -    |          |
| 12-09-2023 | Мілан      | Італія               | 2 – 1     | Україна            | Відбір до ЧЄ 2024                         | -    | 38'      |
| 14-10-2023 | Прага      | Україна              | 2 – 0     | Північна Македонія | Відбір до ЧЄ 2024                         | -    |          |
| 17-10-2023 | Та-Калі    | Мальта               | 1 – 3     | Україна            | Відбір до ЧЄ 2024                         | -    |          |
| 20-11-2023 | Леверкузен | Україна              | 0 – 0     | Італія             | Відбір до ЧЄ 2024                         | -    |          |
| 21-03-2024 | Зениця     | Боснія і Герцеговина | 1 – 2     | Україна            | Відбір до ЧЄ 2024                         | -    |          |
| 26-03-2024 | Вроцлав    | Україна              | 2 – 1     | Ісландія           | Відбір до ЧЄ 2024                         | -    |          |
| 07-06-2024 | Варшава    | Польща               | 3 – 1     | Україна            | товариський матч                          | -    | 46'      |
| 11-06-2024 | Кишинів    | Молдова              | 0 – 4     | Україна            | товариський матч                          | -    | 30'      |
| 26-06-2024 | Штутгарт   | Україна              | 0 – 0     | Бельгія            | ЧЄ 2024 - груповий етап                   | -    | 58'      |
| 07-09-2024 | Прага      | Україна              | 1 – 2     | Албанія            | Ліга націй УЄФА 2024—2025 - груповий етап | -    |          |
| 10-09-2024 | Прага      | Чехія                | 3 – 2     | Україна            | Ліга націй УЄФА 2024—2025 - груповий етап | -    |          |
| 16-11-2024 | Батумі     | Грузія               | 1 – 1     | Україна            | Ліга націй УЄФА 2024—2025 - груповий етап | -    | 82'      |
| 19-11-2024 | Тирана     | Албанія              | 1 – 2     | Україна            | Ліга націй УЄФА 2024—2025 - груповий етап | -    |          |
| 20-03-2025 | Марбелья   | Україна              | 3 – 1     | Бельгія            | Ліга націй УЄФА 2024—2025 - плей-оф       | -    |          |
| 23-03-2025 | Генк       | Бельгія              | 3 – 0     | Україна            | Ліга націй УЄФА 2024—2025 - плей-оф       | -    | 69'      |
| Усього     |            | Матчів               | 48        |                    | Голів                                     | 1    |          |

## Досягнення

### Командні
- Чемпіон України (1): 2020/21
- Володар Кубка України (2): 2019/20, 2020/21
- Володар Суперкубка України (3): 2018, 2019, 2020

### Особисті
- Найкращий молодий гравець чемпіонату України: 2018/19[9]
- Автор найкращого голу «Евертона» в сезоні 2021/22[10]

## Світлина з російським репером Бастою (Вакуленком)
Разом з українським нападником бельгійського «Гента» Романом Яремчуком після виступів на Євро-2020 поїхали відпочивати до Туреччини, де гравці зустріли російського репера Басту (Василя Вакуленка) і вирішили зробити з ним спільну світлину, незважаючи на те, що 4 вересня 2017 року СБУ повідомила про заборону Басті на в'їзду до України терміном на три роки через незаконний перетин кордону України під час відвідування Криму з концертами, а в січні 2018 року Мінкульт на підставі звернення СБУ розширив перелік осіб, які створюють загрозу національній безпеці, і вніс до нього Вакуленка.